# Claus Eftevaag
Claus Lehland Eftevaag (født 20. december 1969 i Kristiansand, Norge) er en norsk tidligere fodboldspiller (forsvarer). Han spillede tre kampe for det norske landshold.
Han debuterede for landsholdet i en venskabskamp mod Tunesien 7. november 1990. På klubplan spillede han ti år for Start og var desuden udlandsprofessionel hos Lierse SK i Belgien.